# La Belle Chocolatière
La Belle Chocolatière est un pastel sur parchemin du peintre genevois Jean-Étienne Liotard, composé en 1743 et exposé à la Gemäldegalerie Alte Meister de Dresde.

## Description
Particulièrement considéré par la critique, il montre une jeune fille portant un plateau sur lequel sont posés une tasse en porcelaine contenant une boisson chocolatée et un verre d'eau. Le modèle est représenté en pied devant un dégradé de gris simple, sans fioriture, permettant au peintre de concentrer le regard du spectateur sur le sujet : il s'agit d'une domestique, dont l'habit a suscité de nombreux commentaires (sa coiffe, son corselet ont un ancrage régional).
Déjà, les contemporains de Liotard considéraient La Belle Chocolatière  comme son chef-d'œuvre.

## Histoire
Le 3 février 1745 Francesco Algarotti achète le dessin directement à Liotard, alors que celui-ci est à Venise. Entre 1747 et 1754, le tableau entre dans la collection d'Auguste III de Pologne. Il le mentionne dans une lettre datée du 13 février 1751 à son ami le marchand Pierre-Jean Mariette.
Au cours de la Seconde Guerre mondiale, les Allemands mettent le tableau à l'abri dans la forteresse de Königstein où le délicat pastel résiste au froid et à l'humidité. Il est ramené à Dresde après que les Allemands se replient devant l'avance de l'Armée soviétique.

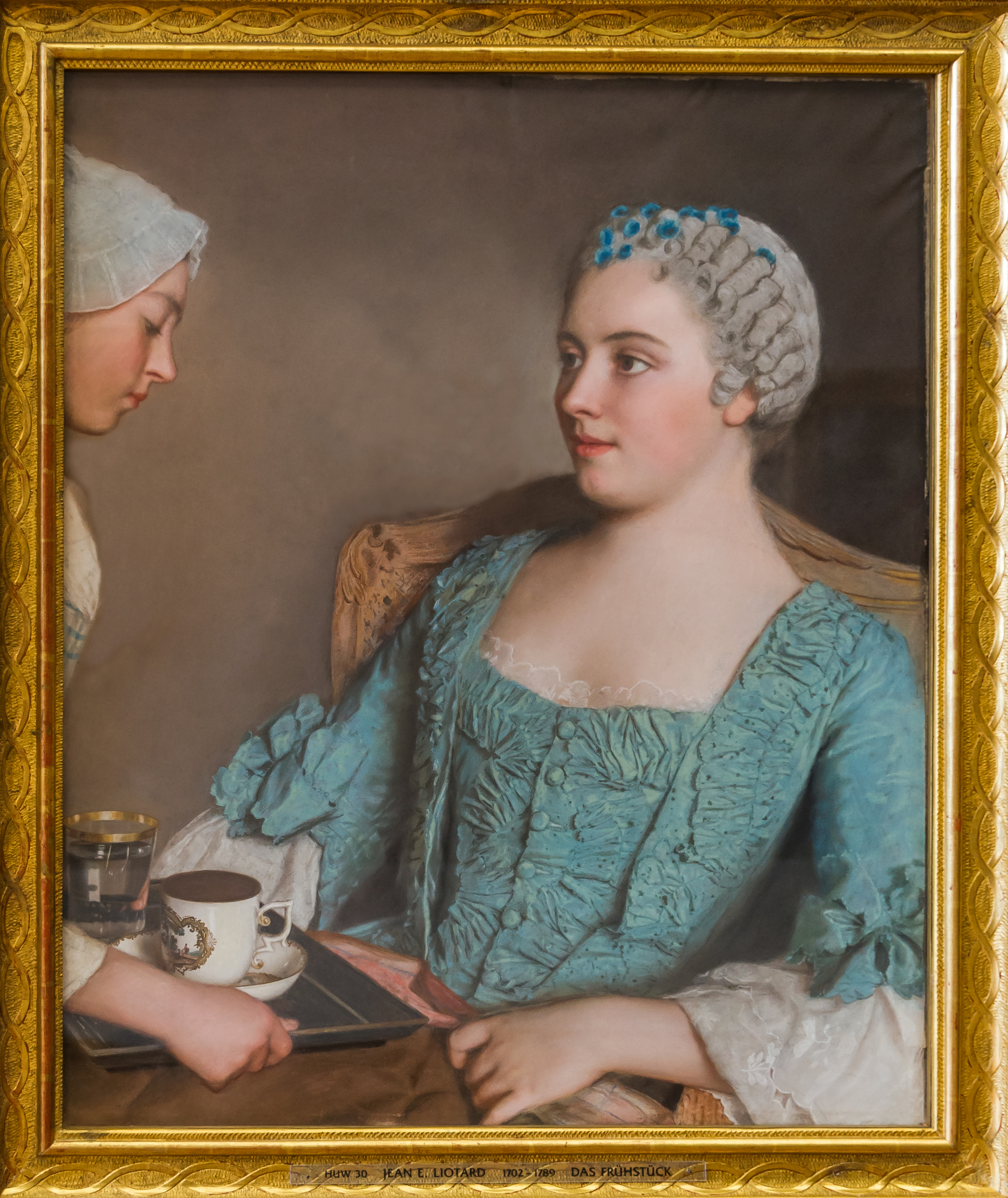
Le Petit Déjeuner (vers 1753) avec son étonnant cadrage (Munich, Alte Pinakothek).

Vers 1753, durant un séjour parisien, Liotard exploite le même thème pour le tableau Le Petit Déjeuner (ou La Première Tasse) mais en un traitement et point de vue différents.
Enfin, vers 1755-1757, Liotard vit à Amsterdam et épouse Marie Fargues : il représente une jeune femme assise à sa table de petit déjeuner se versant une tasse de café en un hommage appuyé à Hendrick Cornelisz. van Vliet (Une jeune hollandaise au petit déjeuner, Rijksmuseum) : cette toile, baptisée parfois abusivement La Chocolatière, ne doit pas être confondue avec le tableau peint une décennie plus tôt.

## Reprise

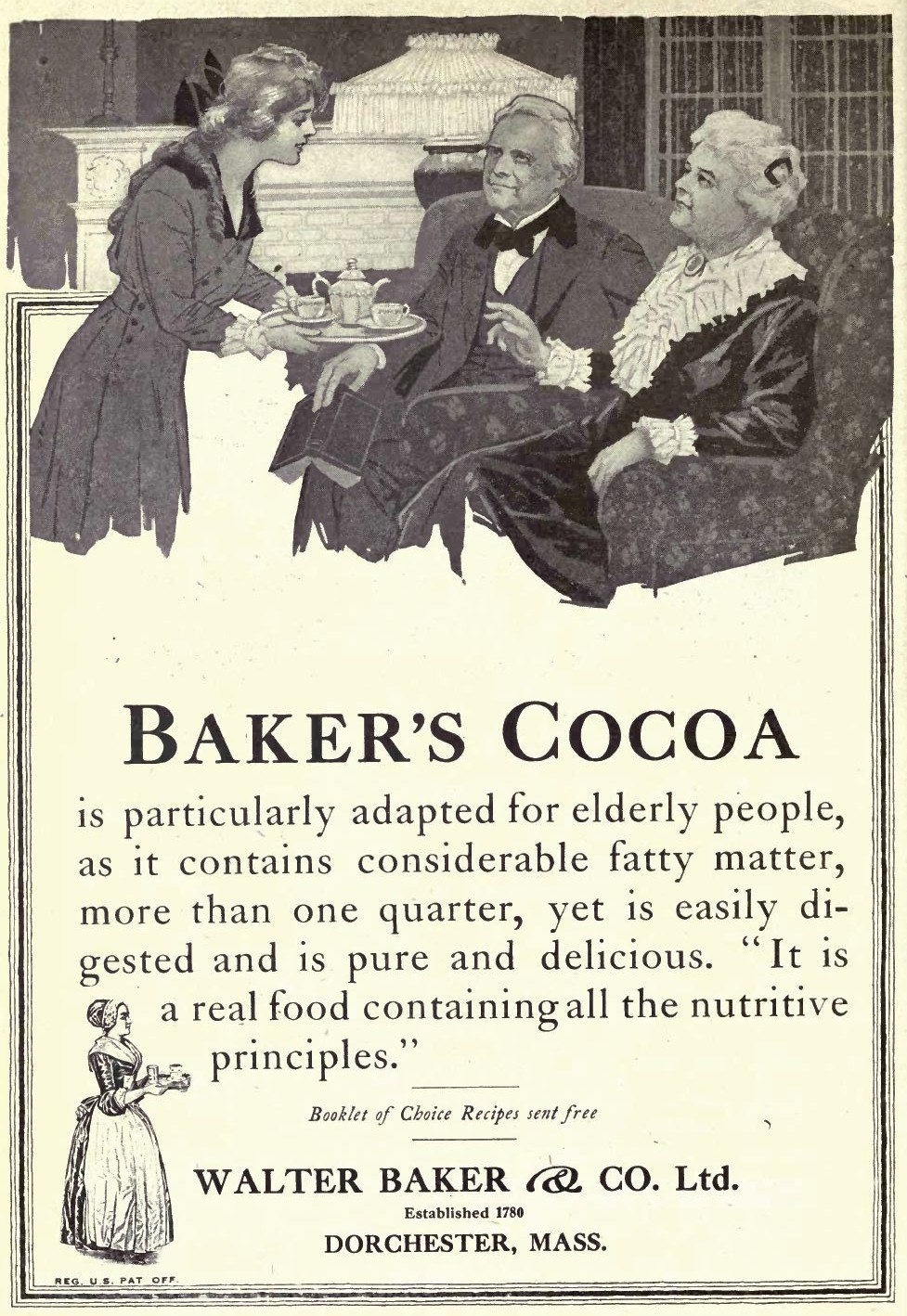
Annonce publicitaire américaine pour Baker's Cocoa dans Overland Monthly (janvier 1919) : le motif de Liotard est en bas, à gauche.

En 1862, la compagnie américaine de chocolat Walter Baker & Company (Boston) obtient les droits de reproduction sur le pastel : l'image est alors reproduite à un grand nombre d'exemplaires sur les paquets et les affiches de la dite société.
Vers 1900, La Belle Chocolatière sert d'inspiration à l'illustration commerciale de l'« infirmière » qui apparaît sur les boîtes de chocolat en poudre de la société néerlandaise Droste. Ce fut probablement une œuvre de l'artiste commercial Jan (Johannes) Misset. Selon Droste, « l'illustration suggère l'effet salutaire du chocolat au lait et est devenue indissociable de la marque Droste ».[réf. nécessaire]